# Arizona Sundogs
Die Arizona Sundogs waren ein US-amerikanisches Eishockeyfranchise aus Prescott Valley, Arizona, das zwischen 2006 und 2014 in der Central Hockey League, einer nordamerikanischen Minor League, spielte.

## Geschichte
Seine Heimspiele trug das 2006 gegründete Franchise in Tim’s Toyota Center aus, einer 5.100 Zuschauer fassenden Mehrzweckhalle, die zur Gründung der Sundogs unter dem Namen Prescott Valley Convention & Events Center errichtet wurde.
Zur Premierensaison wurde Marco Pietroniro mit der Leitung der Mannschaft anvertraut. In der ersten CHL-Saison der Teamgeschichte erzielte der Sundog Brent Kelly 42 Tore und wurde damit Torschützenkönig der CHL, was zur Folge hatte, dass er in der Saison 2006/07 neben seiner Nominierung für das CHL All-Star Game auch ins All-Star Team der Liga gewählt wurde.
Ihren größten Erfolg erreichte die Mannschaft in der Saison 2007/08, in der sie den Ray Miron President’s Cup gewann. Im Finale schlugen die Sundogs den amtierenden Meister Colorado Eagles mit einem Sweep in der Best-of-Seven-Serie.
Im August 2014 stellte das Franchise den Spielbetrieb ein.

## Bekannte Spieler
- Dwayne Hay
- Alex Leavitt